# Kirsten Simone
Kirsten Anne-Lise Simone født Simonsen (født 1 juli 1934 i København – 19. december 2024) var en forhenværende dansk ballerina. Hun blev optaget på Det Kongelige Teaters Balletskole i 1945, hvor hun studerede hos Vera Volkova. Efter endt uddannelse ansattes hun ved Den Kongelige Danske Ballet i 1952, hvor hun debuterede som Hilda i Et Folkesagn. I 1956 udnævntes hun til solodanserinde og blev i 1966 første solodanserinde.
Kirsten Simone dansede både klassiske og moderne solopartier, heriblandt alle de store Tjajkovskij-balletter, og var en af sin tids førende Bournonville-dansere. Hun dansede bl.a. titelrollerne i Sylfiden, Tornerose, Carmen og Cullbergs Frøken Julie.
Endvidere havde hun bærende roller i bl.a. Flemming Flindts De Tre Musketerer (1966), Elsa-Marianne von Rosens Don Juan (1967) og Harald Landers Fête polonaise (1970).
I løbet af karrieren var Simone gæstedanser ved adskillige udenlandske balletter, heriblandt American Ballet Theatre, Bolsjoj Teatret i Moskva og London Festival Ballet. Hun blev efter sin pensionering som danser ansat som lærer ved Det Kongelige Teaters Balletskole
Simone optræder som mentor for unge balletdansere i filmen Ballerina fra 1966.

## Forældre
Hun var datter af radioforhandler Carl Kristian Simonsen (1901-82) og telefonistinde Anna Ryberg (1902-86), og dermed storesøster til balletmester- og danser Flemming Ryberg.

## Hæder
Simone udnævntes til Ridder af Dannebrog 1965, Ridder af 1. grad 1980 og Kommandør 1998. I 2001 tildeltes hun medaljen Ingenio et arti i 2001 for sit kunstneriske virke.
Hun modtog Tagea Brandts Rejselegat i 1970.